# 145. pehotni polk (Italija)
145. pehotni polk Catania (izvirno italijansko 145º Reggimento fanteria) je bil pehotni polk Kraljeve italijanske kopenske vojske.

## Zgodovina
Med prvo svetovno vojno je bil polk nastanjen na soški fronti.